# Comuna Verhnie, Turka
Verhnie (în ucraineană Верхнє) este o comună în raionul Turka, regiunea Liov, Ucraina, formată din satele Iavoriv, Nîjnie și Verhnie (reședința).

## Demografie
Componența lingvistică a comunei Verhnie
     Ucraineană (99,91%)
     Alte limbi (0,04%)
Conform recensământului din 2001, majoritatea populației comunei Verhnie era vorbitoare de ucraineană (99,91%), existând în minoritate și vorbitori de alte limbi.